# 오토 타치바나
오토 타치바나(乙 橘 오토 다치바나[*])는 일본의 만화가이다.

## 작품

### 연재
- 소년 메이드 〈B's-LOG COMIC〉
- 하코이리무스메 〈ARIA〉

### 일러스트
- 攫いにまいります! -헤이안 도적단♥그림 두루마리-